# Szergej Szergejevics Tyihonov
Szergej Szergejevics Tyihonov (oroszul: Сергей Сергеевич Тихонов) (Ufa, 1982. január 3. –) Európa-bajnoki ezüstérmes orosz tőrvívó.